# سیرانو دو برژراک (نمایش‌نامه)
سیرانو دو برژراک (فرانسوی: Cyrano de Bergerac‎) نمایش‌نامه‌ای است به قلم ادمون روستان نمایش‌نامه‌نویس فرانسوی که در سال ۱۸۹۷ به چاپ رسیده است.
سوینین دو سیرانو دو برژراک و رکسانا شخصیت‌های اصلی این نمایش‌نامه هستند
نسخه‌های سینمایی نیز از این اثر تهیه شده است از جمله:
- سیرانو دو برژراک (فیلم ۱۹۰۰)
- سیرانو دو برژراک (فیلم ۱۹۵۰)
- سیرانو دو برژراک (فیلم ۱۹۹۰)